# Santomera
Santomera – gmina w Hiszpanii, w prowincji Murcja, w Murcji, o powierzchni 44,2 km². W 2011 roku gmina liczyła 15 709 mieszkańców.